# Тарасов, Николай Арсентьевич
Никола́й Арсе́нтьевич Тара́сов (30 ноября 1915, Завертная, Вятская губерния — 23 апреля 1945, Германия) — капитан Рабоче-крестьянской Красной Армии, участник Великой Отечественной войны, Герой Советского Союза (1945).

## Биография
Николай Тарасов родился 30 ноября 1915 года в селе Завертная (ныне — Советский район Кировской области). С 1932 года проживал в Алтайском крае, после окончания четырёх классов школы работал в колхозе. В 1936—1939 годах проходил службу в Рабоче-крестьянской Красной Армии. Демобилизовавшись, работал сначала в колхозе, затем в органах НКВД СССР. В январе 1942 года Тарасов повторно был призван в армию и направлен на фронт Великой Отечественной войны. В боях был ранен.
К апрелю 1944 года лейтенант Николай Тарасов командовал ротой 857-го стрелкового полка 294-й стрелковой дивизии 52-й армии 2-го Украинского фронта. Отличился во время Уманско-Ботошанской операции, уже будучи исполняющим обязанности командира батальона. Во время боя за населённый пункт Реча Рышканского района Молдавской ССР батальон Тарасова, обойдя противника, разгромил противника, уничтожив 175 солдат и офицеров противника, ещё 50 захватив в плен. В ходе дальнейшего наступления батальон успешно переправился через Прут к северо-востоку от Ясс и атаковал противника, уничтожив около 200 солдат и офицеров.
Указом Президиума Верховного Совета СССР от 24 марта 1945 года за «образцовое выполнение заданий командования и проявленное при этом мужество и геройство» капитан Николай Тарасов был удостоен высокого звания Героя Советского Союза с вручением ордена Ленина и медали «Золотая Звезда».
23 апреля 1945 года Тарасов погиб в бою. Похоронен в городе Вайсенберг в Германии.
Был также награждён орденами Красного Знамени, Александра Невского, Красной Звезды и рядом медалей.
В честь Тарасова названа улица в Шипуново.